# Manduca mossi
Manduca mossi  es una polilla de la familia Sphingidae. Vuela en Perú, Bolivia y Ecuador oriental.
Los adultos se han visto volar en enero.

## Sinonimia
- Protoparce mossi Jordan, 1911